# Número algebraico

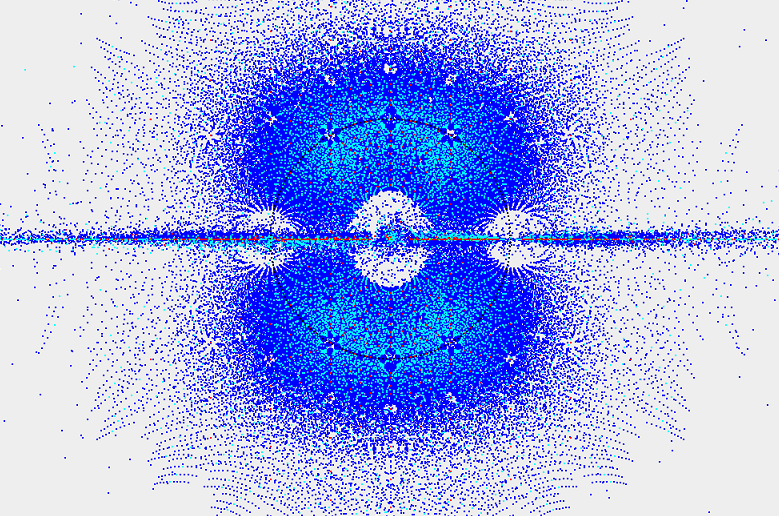
Números algebraicos del plano complejo coloreados con azul, cyan, rojo y verde según su grado 4, 3, 2 y 1 respectivamente. La circunferencia unitaria en color negro.

Un número algebraico es cualquier número real o complejo que es solución de una ecuación algebraica de la forma:

{\displaystyle a_{n}x^{n}+a_{n-1}x^{n-1}+\dots +a_{1}x+a_{0}=0\,}

Donde:
{\displaystyle n>0}, es el grado del polinomio.
{\displaystyle a_{i}\in \mathbb {\mathbb {Q} } }, los coeficientes del polinomio son todos números racionales.
{\displaystyle a_{n}\neq 0}

## Ejemplos
- Todos los números racionales son algebraicos porque toda fracción de la forma {\displaystyle \textstyle {\frac {a}{b}}} es solución de {\displaystyle bx-a=0}, donde {\displaystyle a\in \mathbb {Z} \land b\in \mathbb {Z} }.
- Todos los números construibles son algebraicos.
- Algunos números irracionales como:{\displaystyle {\sqrt {2}}} y {\displaystyle {\frac {\sqrt[{3}]{3}}{2}}} también son algebraicos porque son soluciones de {\displaystyle x^{2}-2=0} y {\displaystyle 8x^{3}-3=0}, respectivamente.
- Otros irracionales no son algebraicos, como {\displaystyle \pi } (Lindemann, 1882) y {\displaystyle e} (Hermite, 1873). Son, en consecuencia, trascendentes.[2]
- El número imaginario {\displaystyle i} es algebraico, siendo raíz de {\displaystyle x^{2}+1=0\,}.

## Generalidades

### Grado de un número algebraico
Se dice que un número algebraico es de grado {\displaystyle n} si es raíz de una ecuación algebraica de grado {\displaystyle n}, pero no lo es de una ecuación algebraica de grado {\displaystyle n-1}.
{\displaystyle 1-{\sqrt {3}}} es de grado dos o irracionalidad cuadrática, porque es raíz de una ecuación de segundo grado, pero no es raíz de una ecuación de primer grado.
{\displaystyle 5-{\sqrt {3}}+{\sqrt {5}}} es de cuarto grado (grado 4), pues es raíz de una ecuación de cuarto grado, pero no de una de tercer grado.

### Clasificación
- Si un número real o complejo no es algebraico, se dice que es trascendente.
- Si un número algebraico es solución de una ecuación polinómica de grado {\displaystyle n}, y no es solución de una ecuación polinómica de grado menor {\displaystyle m<n}, entonces se dice que es un número algebraico de grado {\displaystyle n,(n>0)}.

Los números racionales son números algebraicos de primer grado, pues para todo racional {\displaystyle r={\frac {p}{q}};\ p,q\in \mathbb {Z} }, siempre podemos escribir una ecuación polinómica de grado uno con coeficientes enteros {\displaystyle q\cdot x-p=0} cuya solución es precisamente {\displaystyle r}.
En cambio, los irracionales — aunque pueden ser números algebraicos — nunca pueden ser números algebraicos de grado {\displaystyle n=1}.

### Propiedades del conjunto de los números algebraicos
El conjunto de los números algebraicos es contable, i.e. puede establecerse una biyección con el conjunto de los números naturales.
La suma, la diferencia, el producto o el cociente de dos números algebraicos resulta ser número algebraico, y, por lo tanto, los números algebraicos constituyen un grupo aditivo abeliano, un anillo con unidad  y un cuerpo matemático. Por lo tanto, el conjunto de los números algebraicos es un subcuerpo del cuerpo matemático los números complejos. Ciertamente la suma de un número racional y un radical es un número algebraico; por ejemplo {\displaystyle {\frac {2}{5}}+{\sqrt[{3}]{7}}}. 
De modo si {\displaystyle s} y {\displaystyle t} son números algebraicos lo son también {\displaystyle s+t} y {\displaystyle s\cdot t}; para {\displaystyle s} existe el número algebraico {\displaystyle -s} tal que {\displaystyle s+(-s)=0}; para {\displaystyle s\neq 0} existe {\displaystyle s'} tal que {\displaystyle s\cdot s'=1}. 0 es la identidad aditiva, 1 la identidad multiplicativa. El teorema fundamental del álgebra asegura que toda ecuación polinómica, con coeficientes enteros, tiene solución en ℂ, tiene tantas raíces como indica el grado, tomando en cuenta que algunas raíces pueden repetirse, no se dice el formato del número algebraico, de hecho calculables por procedimiento de análisis numérico.
Como consecuencia de lo anterior, todos los números que pueden escribirse a partir de los racionales empleando solamente las operaciones aritméticas suma, diferencia, producto y división cuyos símbolos son {\displaystyle +,-,\times ,/} respectivamente, así como las potencias y raíces, son algebraicos. Sin embargo, existen números algebraicos que no pueden, en todos los casos, escribirse de esta forma, y son todos de grado  mayor o igual 5. Esta es una consecuencia de la Teoría de Galois.
Puede demostrarse que si los coeficientes {\displaystyle a_{i}} son números algebraicos cualesquiera, la solución de la ecuación volverá a ser un número algebraico. En otras palabras, el cuerpo de los números algebraicos es algebraicamente cerrado. De hecho, los números algebraicos son el cuerpo algebraicamente cerrado más pequeño que contiene los racionales (su clausura algebraica).
El conjunto de los números algebraicos, a veces denotado como {\displaystyle \mathbb {A} }, forma un cuerpo con la adición y multiplicación heredadas de los complejos {\displaystyle \mathbb {C} }. A diferencia de los números complejos los números algebraicos son un conjunto numerable y por tanto su cardinal es alef 0). Esto es una consecuencia de que el conjunto de polinomios con coeficientes enteros es numerable.

## Enteros algebraicos
Un número algebraico que satisface una ecuación polinómica de grado {\displaystyle n} con {\displaystyle a_{n}=1} se denomina entero algebraico. Algunos ejemplos de enteros algebraicos son: {\displaystyle 3\cdot 2^{\frac {1}{2}}+5}, {\displaystyle 6i-2}. La suma, diferencia y producto de enteros algebraicos vuelve a ser un entero algebraico, lo que significa que los enteros algebraicos forman un anillo. El nombre de entero algebraico proviene del hecho de que los únicos números racionales que son enteros algebraicos son los propios enteros.

## Extensiones algebraicas
Las nociones de número algebraico y de entero algebraico pueden ser generalizadas a otros cuerpos, no solo aplican al de los complejos; véase extensión algebraica.
En general, si tenemos dos cuerpos {\displaystyle (K,+,\cdot )} y {\displaystyle (L,+,\cdot )} de forma que el segundo es extensión del primero, diremos que {\displaystyle \alpha \in L} es algebraico sobre {\displaystyle K} si existe un polinomio {\displaystyle p\in K[x]} del que {\displaystyle \alpha \,} es raíz ({\displaystyle p(\alpha )=0\,}).

## Historia
Leonhard Euler dividió los números en algebraicos y trascendentes en 1748. En 1844 Liouville obtuvo el primer criterio necesario para que un número sea algebraico, y, por consiguiente, un criterio suficiente para que sea un número trascendente. La teoría general de los números algebraicos enteros fue realizada, casi al mismo tiempo, por Dedekind (1877 -1895) y Zolotariov (1874). El cimiento de esta teoría fue construido por Kummer.